# ناو کلاس تورنتو
کروزر کلاس تورنتو (به انگلیسی: Trento-class cruiser) یک کلاس از کشتی است که طول آن 196.9 m می‌باشد.